# Gymnothorax woodwardi
Gymnothorax woodwardi es una especie de pez de la familia de los morénidas en el orden de los Anguilliformes.

## Distribución geográfica
Se encuentra en Australia.